# Комуникологија
Комуникологија је научна и академска дисциплина о томе како се стварају и користе поруке, односно како те поруке утичу на друштвено окружење. Комуникологија се као академска дсциплина разликује од ширег поља проучавања људске комуникације. Она се искључиво академским и научним методама служи за проучавање комуникативних појава. Циљеви тих научних метода су стварање и проширавање знања заснованог на теорији о процесима и резултатима комуникације. Практичари у комуниколошкој дисциплини — да би теоретски доказали изведене хипотезе — користе емпиријске и дедуктивне методе истраживања, као што су експерименти, метаанализе, анализе садржаја, анкете и остало. Корелациони и узрочни односи између комуникационих варијабла се такође тестирају у овим студијама.

Познати српски комуниколози Мирољуб Радојковић и Тома Ђорђевић дефинишу комуникологију као: 
...интердисциплинарно подручје истраживања којим многи пролазе али се ретки задржавају. Она обухвата скуп теоријских оквира за истраживања, као и теоријских постулата добијених уопштавањем и тумачењем њихових резултата.
Комуниколози истражују специфичне функције комуникације. Такве функције могу укључивати и интерперсоналну комуникацију, обраду порука и убеђивање. Комуниколог може такође сместити своје студије у различити контекст, као што је интеркултурална комуникација, здравствена комуникација, унутаргрупна комуникација, комуникација путем технологије или комуникација мале групе. Налази из комуникологије сагледавају и повезују истраживања из неколико различитих перспектива узетих из медицине, друштвених или природних наука.

## Етимологија и дефинисање
Први део сложенице комуникологија долази од речи комуникација. „Реч комуникација пореклом је из новолатинскога језика. Њени корени су у именици 'commūnicō'” која значи саопштавање, општење, веза итд, „и глаголу 'communicare'” који значи учинити нешто заједничким, објавити, изнети пред јавност. „У службеној употреби у Католичкој цркви, глагол 'communicare' означава и причестити се.” Други део сложенице -логија је пореклом из грчког и значи наука, знање.
Амерички социјални психлог Чарлс Хортон Кули је описао систем комуникација (комуникологију) као „алат, прогресивни изум чија побољшања делују на човечанство и мењају живот свакога појединца или институције”. А комуникацију је Кули дефинисао као „механизам помоћу којега људски односи егзистирају и развијају се, а чине га сви симболи духа, са средствима њиховог преношења кроз простор и њиховог очувања у времену”.
Важан циљ у проучавању људске комуникације је разумевање како се стварају значења кроз поруке које се размењују између људи. Иако су били разни покушаји да се комуникологија конструише као наука, укључујући и тзв. комуникационе науке и студије комуникације, такви појмови коришћени су за позивање на прешироке и свеобухватне приступе проучавању порук. Ознака комуникологија сужава обим проучавања људске комуникације фокусирајући се искључиво на научне приступе конструисању, производњи и размени порука.

## Историја
Проучавање људске комуникација настало је још у Античкој Грчкој и у Риму почевши од истакнутих философа као што су Сократ, Платон и Цицерон. Ученици су се у том времену бавили знањем о јавној реторици, беседништву и убеђивању.
Интересовање за модерно проучавање људских комуникација појачало се у после великих ратова почетком 20. столећа. Модерна студија комуникације у Сједињеним Америчким Државама (САД) почиње са четворицом утемељивача (Пол Лазарсфелд, Курт Левин, Харолд Лазвел и Карл Ховланд).
На Лазарсфелда, који се школовао за математичара, веома је утицао социјализам. Његов тренинг у математици натерао га је да даје предност методологији комуникације, а не њеном садржају. Међутим, он се бавио неким теоријама о ефектима пропаганде на њене гледаоце. Његов комуникацијски модел из два корака се и данас користи да опише како се информације шире у јавност.
Лазвел је био заинтересован за динамику моћи која је постојала у политици. Он је користио различите приступе за разумевање медијских ефекта пропагандних порука, укључујући и иницијалне студије коришћења критичке и квалитативне анализе у својим квантитативним студијама. Лазвел је био под великим утицајем прагматизма и психоанализе. Његов најпознатији допринос комуникологији је његов модел комуникације.
Курт Левин је почео као експериментални психолог на Универзитету у Берлину. Иако су се неки његови радили пре пресељења у САД фокусирали на примењена или акциона истраживања, Левинов највећи допринос научном разумевању је заснован на његовим теоријским изведеним истраживањима. Његов приступ проучавању психологије углавном је био под утицајем природних наука, посебно физиком и медицином.
Карл Ховланд је био директор експерименталних студија за пропагандна истраживања током Другог светског рата. Њега је занимао персуазивни (наговарачки) део пропаганде, укључујући идеје које обухватају ставове, кредибилитет и страх. На Ховланда је највише утицао Фројд и његова психоанализа, бихејвиоризам Кларка Хала и безуславна драж. Током свкога рада на месту директора Института за људске односе при Универзитету Јејл, Ховланд је у свом истраживању прикључио и велики број социјалних проблема користећи мултидисциплинарне приступе.